# Поднятая целина
«По́днятая целина» — роман М. А. Шолохова. Первый том опубликован в 1932 году, второй — в 1959 году. Произведение посвящено коллективизации на Дону и движению «25-тысячников».

## История создания
М. А. Шолохов:

Я писал «Поднятую целину» по горячим следам событий, в 1930 году, когда ещё были свежи воспоминания о событиях, происходивших в деревне и коренным образом перевернувших её: ликвидация кулачества как класса, сплошная коллективизация, массовое движение крестьянства в колхозы.

К концу 1931 года первая книга была передана для публикации в журнал «Новый мир» под первоначальным названием «С кровью и потом».
После некоторых разногласий по поводу названия, книга была опубликована как «Поднятая целина» в журнале «Новый мир» № 1—9 за 1932 год. В течение 1932 года она дважды вышла отдельными изданиями в издательстве «Федерация», в 1933 году — переиздана «Роман-газетой» (№ 3 и 4—5) и Государственным издательством художественной литературы.
Первая книга «Поднятая целина» была воспринята как самостоятельное, законченное произведение. Однако Шолохов уже работал над второй частью — закончил её незадолго до начала Великой Отечественной войны. В 1942 году рукопись второй книги, находившаяся в доме писателя в Вёшенской, была утрачена во время бомбардировки.
В 1959 году газета «Нью-Йорк таймс» писала, что вторая книга романа «Поднятая целина» давно закончена и герой романа Давыдов умер в советской тюрьме. Именно поэтому, из-за цензурных соображений, вторая книга не печатается.
В начале 1950-х Шолохов вернулся к работе над рукописью, и в 1959 году вторая часть романа вышла в свет.

## Краткий сюжет
События романа разворачиваются на Дону в разгар коллективизации, в 1930 году. На хутор Гремячий Лог по заданию партии приезжает коммунист, двадцатипятитысячник, бывший моряк и рабочий Путиловского завода, Семён Давыдов. Он знакомится с руководителем местной партийной ячейки Макаром Нагульновым и председателем гремяченского сельсовета Андреем Размётновым. Вместе им меньше чем за год удаётся организовать Гремяченский колхоз, преодолевая недоверие «середняков», борясь с вредительством и бесхозяйственностью.

## Персонажи
Семён Давыдов — главный герой, бывший моряк и бывший же рабочий Путиловского завода. Представитель движения двадцатипятитысячников. Изображается как «правильный» коммунист и стереотипный герой Гражданской войны. Радикально настроен в отношении «контры», является инициатором раскулачивания зажиточных крестьян в Гремячем Логу. Одновременно с этим несколько нерешителен и весьма тактичен. В конце первой книги начинает любовные отношения с бывшей женой Макара Нагульнова, из-за которых первую половину второй книги пребывает в нерешительности и расстроенных чувствах и даже практически забрасывает руководство колхозом. В обеих книгах на словах делает больше, чем на практике. Во второй половине второй книги девушка с Гремячего Лога по имени Варвара признаётся ему в любви и он, не разделяя её чувств, обещает на ней жениться. Курит, иногда пьёт, имеет выбитый «по пьяному делу» зуб и крайне неприличную татуировку на животе. Убит Половцевым и Лятьевским.
Макар Нагульнов — секретарь Гремяченской партячейки, описывается одним из персонажей как человек с характером «из одних углов и все они острые». Один из знаковых персонажей произведения. Ветеран Гражданской войны, где, судя по поведению, несколько повредился рассудком. Имеет крайне леворадикальные взгляды и частенько перегибает палку. Имеет признаки социопата. Фанатично предан коммунистической идеологии и идеям Мировой революции, с целью содействия которой во второй части даже принимается учить английский язык. Убеждённый мизогин, хотя и женат на Лукерье Нагульновой. Рогоносец, поскольку жена ему изменяет в открытую и называет телёночком. Ближе к середине первой книги выгоняет жену из дома из-за постоянных измен последней, а также потому, что считает, что брак не для партийных. Фанатично поддерживает идею создания колхоза в Гремячем Логу, ради чего идёт на самые отчаянные меры, доходя до прямых угроз и избиений единоличников, что во второй половине первой книги приводит ко временному исключению из партии. В то же время не лишён и некоторого, хотя и весьма своеобразного, благородства. Очень тяжело переживает выход статьи И. В. Сталина «Головокружение от успехов». Убивает Тимофея Дамаскова (Рваного). Убит Половцевым и Лятьевским.
Андрей Степанович Размётнов — председатель сельсовета Гремячего Лога, рассудительный и спокойный человек. В молодости потерял жену с ребёнком (покончила жизнь самоубийством после группового изнасилования, ребёнок умер от голода) и часто переживает по этому поводу. Весьма прозорлив, в частности — он единственный председатель, который догадался об истинной личности оперативников ОГПУ. В спорах с Нагульновым и Давыдовым часто выступает в роли скептика, который уравновешивает горячность первого и наивность второго. Во второй половине второй книги начинает заботиться о поселившихся у него голубях, очевидно ассоциируя их со своей неудавшейся семейной жизнью, ради чего истребляет всех кошек в Гремячем Логу; вняв мольбам матери, женится (не испытывая, впрочем, никаких тёплых чувств к влюблённой в него девушке). Убивает Лятьевского. После гибели Нагульнова становится секретарём Гремяченской партячейки.
Дед Щукарь — ещё один знаковый персонаж произведения, чьё имя стало нарицательным. Старый казак, живущий в Гремячем Логу. Весельчак снаружи, внутри очень несчастный и ранимый человек. В своей жизни (и на протяжении обеих книг) постоянно попадает в идиотские и комичные ситуации, отчасти из-за собственной глупости, отчасти из-за неудачного стечения обстоятельств. Большая часть комических мест книги связана именно с ним. Считает себя (не взаимно) лучшим другом Давыдова и Нагульнова, хотя часто досаждает им своей глупостью. Работает конюхом при колхозе. Тяжелее всех переживает гибель Давыдова и Нагульнова и даже становится (судя по описанию) жертвой микроинсульта. В конце второй книги становится сторожем колхозного сельпо.
Александр Анисимович Половцев — главный антагонист произведения, есаул Белой армии. С маниакальным упорством участвует в «масштабном» контрреволюционном заговоре против Советской власти. Безуспешно пытается организовать бунт против государства и создать повстанческую армию из казаков Гремячего Лога. Несмотря на мирное время, не расстаётся со своей шашкой, так как только в оружии чувствует свою силу и правоту. Придя к пониманию невозможности победить советскую идею, убивает Давыдова и Нагульнова в конце второй книги и бежит в Узбекистан. В конце признаёт своё поражение, выдаёт немногочисленных сообщников и закономерно приговаривается к расстрелу. По мнению Н. Ф. Телицына, прообразом Половцева послужил Александр Сенин.

## Отзывы о романе
Л. Сейфуллина:

«В ней („Поднятой целине“) пласты жизни схвачены глубоко. Любимые и враждебные объекты освещены равномерным светом знания, — чему погибать, чему расти».

## Премии
- 1960 — Ленинская премия.

## «Поднятая целина» в искусстве
- опера «Поднятая целина» И. И. Дзержинского, 1937, поставлена в Большом театре
- фильм «Поднятая целина», 1939, режиссёр Юлий Райзман
- фильм «Поднятая целина», 1959, режиссёр Александр Иванов
- спектакль «Поднятая целина»:
  - 1959 — Deutsches Theater, инсценировка Т. Лондона
  - 1964 — Большой драматический театр имени Г. А. Товстоногова, инсценировка П. Дёмина, режиссёр Г. А. Товстоногов, в роли Давыдова Кирилл Лавров
  - Пермский академический театр Театр
  - 1985 — Ростовский театр драмы имени М. Горького, в роли Нагульнова Николай Сорокин, в роли деда Щукаря Михаил Бушнов
- В Ростове-на-Дону в 1981 году установлен памятник персонажу романа «Поднятая целина» деду Щукарю. Автор памятника — Н. В. Можаев, архитектор памятника — В. И. Волошин (соавтор — Э. М. Можаева).
- В песне группы «Сектор Газа», альбома «Ядрёна вошь», упоминается строка: «Как говорил Семён Давыдов: „Это факт!“».